# Schweizer SuperCup (Handball, Frauen)
Der Schweizer SuperCup ist ein Handball-Wettbewerb des Schweizerischen Handball-Verbandes (SHV), der seit 2015 jährlich ausgetragen wird. Davor gab es 2000 und 2001 Austragungen.
Die Begegnung findet zwischen dem Schweizer Meister und dem Sieger des Schweizer Cups statt. Die Austragung 2015 wurde unter dem Namen Indoor Sports Supercup der SuperCup mit den Sportarten Basketball, Unihockey und Volleyball im Hallenstadion  in Zürich durchgeführt. 2016 und 2017 fand der SuperCup in der Saalsporthalle, Zürich statt. Seit 2018 findet der SuperCup in der neuen AXA-Arena in Winterthur stat.
Gehen beide Titel (Meister und Pokalsieger) an den gleichen Verein, so ist der Finalist des SHV-Cups spielberechtigt.
Rekordsieger ist der LC Brühl Handball mit fünf Siegen.

## Begegnungen

### 2000
| 8. September 2000 | Spono Nottwil (M+VC) | 26 : 28 | TSV St. Otmar St. Gallen (C+VM) | Bachmattenhalle, Muri AG |
| 8. September 2000 | (11 : 12)            |         |                                 | Bachmattenhalle, Muri AG |
| 8. September 2000 | [ 2 ]                |         |                                 | Bachmattenhalle, Muri AG |

### 2001
| vor 3. September 2001 | Spono Nottwil (M) | 25 : 21 | TSV St. Otmar St. Gallen (C) |  |
| vor 3. September 2001 |                   |         |                              |  |
| vor 3. September 2001 | [ 3 ]             |         |                              |  |

### 2002 – 2014
Keine Austragungen

### 2015
| 6. September 2015 16:20 Uhr TV: handballTV.ch | LK Zug (M+C)               | 35 : 31      | DHB Rotweiss Thun (VC)            | Hallenstadion, Zürich Zuschauer: 1.678 Schiedsrichter: Baumann, Cristallo |
| 6. September 2015 16:20 Uhr TV: handballTV.ch | meiste Tore: Geissmann (8) | (19 : 12)    | meiste Tore: Leuthold, Strahm (7) | Hallenstadion, Zürich Zuschauer: 1.678 Schiedsrichter: Baumann, Cristallo |
| 6. September 2015 16:20 Uhr TV: handballTV.ch | Strafen: 3× 2×             | Spielbericht | Strafen: 1× 2×                    | Hallenstadion, Zürich Zuschauer: 1.678 Schiedsrichter: Baumann, Cristallo |

### 2016
| 4. September 2016 14:00 Uhr TV: handballTV.ch | Spono Eagles (M)       | 32 : 27      | LC Brühl Handball (C+VM)             | Saalsporthalle, Zürich Zuschauer: 850 Schiedsrichter: Bär, Süess |
| 4. September 2016 14:00 Uhr TV: handballTV.ch | meiste Tore: Hodel (8) | (18 : 13)    | meiste Tore: Mustafoska, Özcelik (5) | Saalsporthalle, Zürich Zuschauer: 850 Schiedsrichter: Bär, Süess |
| 4. September 2016 14:00 Uhr TV: handballTV.ch | Strafen: 3× 5×         | Spielbericht | Strafen: 3× 1×                       | Saalsporthalle, Zürich Zuschauer: 850 Schiedsrichter: Bär, Süess |

### 2017
| 3. September 2017 14:00 Uhr TV: SRG SSR | LC Brühl Handball (M+C) | 35 : 31      | LK Zug (VM)               | Saalsporthalle, Zürich Zuschauer: 1.050 Schiedsrichter: Boskoski, Stalder |
| 3. September 2017 14:00 Uhr TV: SRG SSR | meiste Tore: Fudge (10) | (35 : 31)    | meiste Tore: Scherer (10) | Saalsporthalle, Zürich Zuschauer: 1.050 Schiedsrichter: Boskoski, Stalder |
| 3. September 2017 14:00 Uhr TV: SRG SSR | Strafen: 3× 5×          | Spielbericht | Strafen: 3× 2×            | Saalsporthalle, Zürich Zuschauer: 1.050 Schiedsrichter: Boskoski, Stalder |

### 2018
| 26. August 2018 14:30 Uhr TV: MySports 8 | Spono Eagles (M+C)     | 25 : 22      | LC Brühl Handball (VM)   | AXA-Arena, Winterthur Zuschauer: 975 Schiedsrichter: Capoccia, Jucker |
| 26. August 2018 14:30 Uhr TV: MySports 8 | meiste Tore: Wyder (8) | (10 : 10)    | meiste Tore: Schmitt (8) | AXA-Arena, Winterthur Zuschauer: 975 Schiedsrichter: Capoccia, Jucker |
| 26. August 2018 14:30 Uhr TV: MySports 8 | Strafen: 2× 5×         | Spielbericht | Strafen: 2× 5×           | AXA-Arena, Winterthur Zuschauer: 975 Schiedsrichter: Capoccia, Jucker |

### 2019
| 25. August 2019 14:30 Uhr TV: MySports 6 | LC Brühl Handball (M)   | 29 : 28      | Spono Eagles (C)                   | AXA-Arena, Winterthur Zuschauer: 675 Schiedsrichter: Castiñeiras & Zwahlen |
| 25. August 2019 14:30 Uhr TV: MySports 6 | meiste Tore: Kündig (9) | (17 : 12)    | meiste Tore: Decurtins & Wyder (7) | AXA-Arena, Winterthur Zuschauer: 675 Schiedsrichter: Castiñeiras & Zwahlen |
| 25. August 2019 14:30 Uhr TV: MySports 6 | Strafen: 2× 3×          | Spielbericht | Strafen: 3× 4×                     | AXA-Arena, Winterthur Zuschauer: 675 Schiedsrichter: Castiñeiras & Zwahlen |

### 2020
| 30. August 2020 14:30 Uhr TV: MySports One | LC Brühl Handball        | 27 : 28      | Spono Eagles                    | AXA-Arena, Winterthur Zuschauer: 998 Schiedsrichter: Brunner & Salah |
| 30. August 2020 14:30 Uhr TV: MySports One | meiste Tore: Altherr (9) | (13 : 14)    | meiste Tore: Hodel & Ljubas (7) | AXA-Arena, Winterthur Zuschauer: 998 Schiedsrichter: Brunner & Salah |
| 30. August 2020 14:30 Uhr TV: MySports One | Strafen: 1× 3×           | Spielbericht | Strafen: 4×                     | AXA-Arena, Winterthur Zuschauer: 998 Schiedsrichter: Brunner & Salah |

Da die Meisterschaft und der Cup abgebrochen wurden, spielten die zwei Mannschaften, die sich für den Cupfinal qualifiziert hatten, den SuperCup.

### 2021
| 28. August 2021 16:00 Uhr TV: TV24 | LK Zug (M+C)           | 24 : 30      | LC Brühl Handball (VM)  | AXA-Arena, Winterthur Zuschauer: 933 Schiedsrichter: Abalo, Maurer |
| 28. August 2021 16:00 Uhr TV: TV24 | meiste Tore: Stutz (7) | (12 : 14)    | meiste Tore: Simova (9) | AXA-Arena, Winterthur Zuschauer: 933 Schiedsrichter: Abalo, Maurer |
| 28. August 2021 16:00 Uhr TV: TV24 | Strafen: 1× 3×         | Spielbericht | Strafen: 3×             | AXA-Arena, Winterthur Zuschauer: 933 Schiedsrichter: Abalo, Maurer |

### 2022
| 21. August 2022 15:15 Uhr TV: TV24 | Spono Eagles (M+VC)         | 24 : 28      | LK Zug (C+VM)                          | Mobiliar Arena, Gümligen Zuschauer: 680 Schiedsrichter: L. Hardegger, S. Hardegger |
| 21. August 2022 15:15 Uhr TV: TV24 | meiste Tore: Emmenegger (5) | (12 : 14)    | meiste Tore: Gwerder & Goldmann (je 6) | Mobiliar Arena, Gümligen Zuschauer: 680 Schiedsrichter: L. Hardegger, S. Hardegger |
| 21. August 2022 15:15 Uhr TV: TV24 | Strafen: 1× 2×              | Spielbericht | Strafen: 2×                            | Mobiliar Arena, Gümligen Zuschauer: 680 Schiedsrichter: L. Hardegger, S. Hardegger |

### 2023
| 20. August 2023 14:30 Uhr | LC Brühl Handball (M+C) | 33:24        | Spono Eagles (VM+VC)      | Hallenstadion Obere Au, Chur Zuschauer: 1280 Schiedsrichter: Henning & Meier |
| 20. August 2023 14:30 Uhr | meiste Tore: Wolff (8)  | (14:10)      | meiste Tore: Zumstein (5) | Hallenstadion Obere Au, Chur Zuschauer: 1280 Schiedsrichter: Henning & Meier |
| 20. August 2023 14:30 Uhr | Strafen: 2× 3×          | Spielbericht | Strafen: 4×               | Hallenstadion Obere Au, Chur Zuschauer: 1280 Schiedsrichter: Henning & Meier |

### 2024
| Samstag, 24. August 2024 15:00 Uhr | LC Brühl Handball (M+C) | 35:22        | GC Amicitia Zürich (VM) | Gottardo Arena, Quinto TI Zuschauer: 1133 Schiedsrichter: L. Hardegger & S. Hardegger |
| Samstag, 24. August 2024 15:00 Uhr | meiste Tore: Lauper (6) | (15:12)      | meiste Tore: Erni (8)   | Gottardo Arena, Quinto TI Zuschauer: 1133 Schiedsrichter: L. Hardegger & S. Hardegger |
| Samstag, 24. August 2024 15:00 Uhr | Strafen: 1×             | Spielbericht | Strafen: 1× 3×          | Gottardo Arena, Quinto TI Zuschauer: 1133 Schiedsrichter: L. Hardegger & S. Hardegger |

Bezeichnungen: M = Meister, C = Cupsieger, VM = Vizemeister, VC = Vizecupsieger

## Erfolgreichste Vereine
| Rang | Verein                   | Titel | Teilnahmen | Titeljahre                   |
| ---- | ------------------------ | ----- | ---------- | ---------------------------- |
| 1.   | LC Brühl Handball        | 5     | 8          | 2017, 2019, 2021, 2023, 2024 |
| 2.   | Spono Eagles             | 4     | 8          | 2001, 2016, 2018, 2020       |
| 3.   | LK Zug                   | 2     | 4          | 2015, 2022                   |
| 4.   | TSV St. Otmar St. Gallen | 1     | 2          | 2000                         |
| 5.   | DHB Rotweiss Thun        | 0     | 1          |                              |
| 5.   | GC Amicitia Zürich       | 0     | 1          |                              |